# فایرباگ (نرم‌افزار)
فایرباگ یا حشره آتشین یک افزونه آزاد و کدباز مرورگری وب برای موزیلا فایرفاکس می‌باشد که امکانات و تسهیلات اشکال‌زدایی، ویرایش و نمایش لحظه‌ای و زنده صفحات وب در سمت کلاینت یا همان کاربر را فراهم می‌کند. زمینه‌های کاری این اکستنشتن تا این لحظه شامل سی‌اس‌اس، اچ‌تی‌ام‌ال، دام، ایکس‌ام‌ال، کوکی، آنالیز و آمار مدت زمان پاسخ‌دهی و جاواسکریپت می‌شود و در زمینه فلش‌های وب و اکشن اسکریپت کارایی ندارد. فایر باگ لایت نیز یک نسخه کاملاً جاواسکریپتی از این اسکتنشن می‌باشد که باید در سمت سرور به کد صفحه متصل شود و برای استفاده کراس‌بروزر در ۵ مرورگر اصلی بسیار پر استفاده بوده و هست.
فایرباگ تحت پروانه‌های بی‌اس‌دی مجاز است و اولین بار در ژانویه ۲۰۰۶ توسط جو هیوت، یکی از سازندگان نسخه اصلی فایرفاکس نوشته شد. گروه کاری فایرباگ بر توسعه و افزونگی کدباز فایرباگ نظارت می‌کند که دو اجرای عمده دارد: یک اکستنشن برای موزیلا فایرفاکس و یک پیاده‌سازی بوکمارکلت به نام فایرباگ لایت که می‌تواند با گوگل کروم استفاده شود.
علاوه بر اشکال‌زدایی صفحات وب، فایرباگ یک ابزار کارآمد برای آزمون امنیتی وب و آنالیز یا فراکافت عملکرد صفحه وب می‌باشد.